# Pachymerellus
Pachymerellus är ett släkte av mångfotingar. Pachymerellus ingår i familjen storjordkrypare.
Kladogram enligt Catalogue of Life:
| Pachymerellus | \| \| Pachymerellus dentifer \| \| \| \| \| \| Pachymerellus zygethus \| \| \| \| |
|               | \| \| Pachymerellus dentifer \| \| \| \| \| \| Pachymerellus zygethus \| \| \| \| |
|               | Pachymerellus dentifer                                                            |
|               |                                                                                   |
|               | Pachymerellus zygethus                                                            |
|               |                                                                                   |